# Lincoln Cosmopolitan
Ne doit pas être confondu avec Lincoln Continental.
La Lincoln Cosmopolitan, parfois surnommée Cosmo, était une automobile américaine produite par Lincoln entre 1949 et 1954. Deux modèles automobiles ont porté ce nom :
- Les Cosmopolitan 1949-1951, première génération d'après-guerre et modèle de grand luxe ;
- Les Cosmopolitan 1952-1954, modèle de luxe intermédiaire, en dessous des nouvelles Lincoln Capri (en).

La production civile ayant été suspendue pendant la guerre et les modèles 1946-1948 étant une reprise de modèles d’avant-guerre, il a fallu attendre 1949 pour que soient mises en vente les nouvelles Lincoln Cosmopolitan ainsi que les Lincoln EL, plus petites, toutes deux à carrosserie "ponton". Les Cosmo représentaient le remplacement indirect des Lincoln Continental créées en 1939.

## Genèse
La Seconde Guerre mondiale a interrompu la production d'automobiles civiles entre le début de l'année 1942 et 1946. En 1942, Automobile, marque du groupe Ford spécialisée dans les voitures de luxe, proposait trois modèles : les Zephyr, Custom et Continental.
Incapable, comme tous les grands constructeurs américains, de mettre au point un nouveau modèle en raison de sa participation à l'effort de guerre, Lincoln vendra une version "réchauffée" de ses Zephyr et Continental tout en poursuivant dans ses ateliers la mise au point de modèles entièrement neufs.
Les essais de nouveau moteur V12 pour remplacer celui des Zephyr et Continental ayant été infructueux, il fallut se tourner vers le fameux V8 "Flathead" qui équipait les véhicules Ford et Mercury depuis les années 30 en choisissant une version, la plus puissante, 5,5 l de cylindrée et 152 ch développée en 1948 pour les camions Ford. La carrosserie quant à elle est entièrement neuve et a été raffinée et repensée pendant plusieurs années.

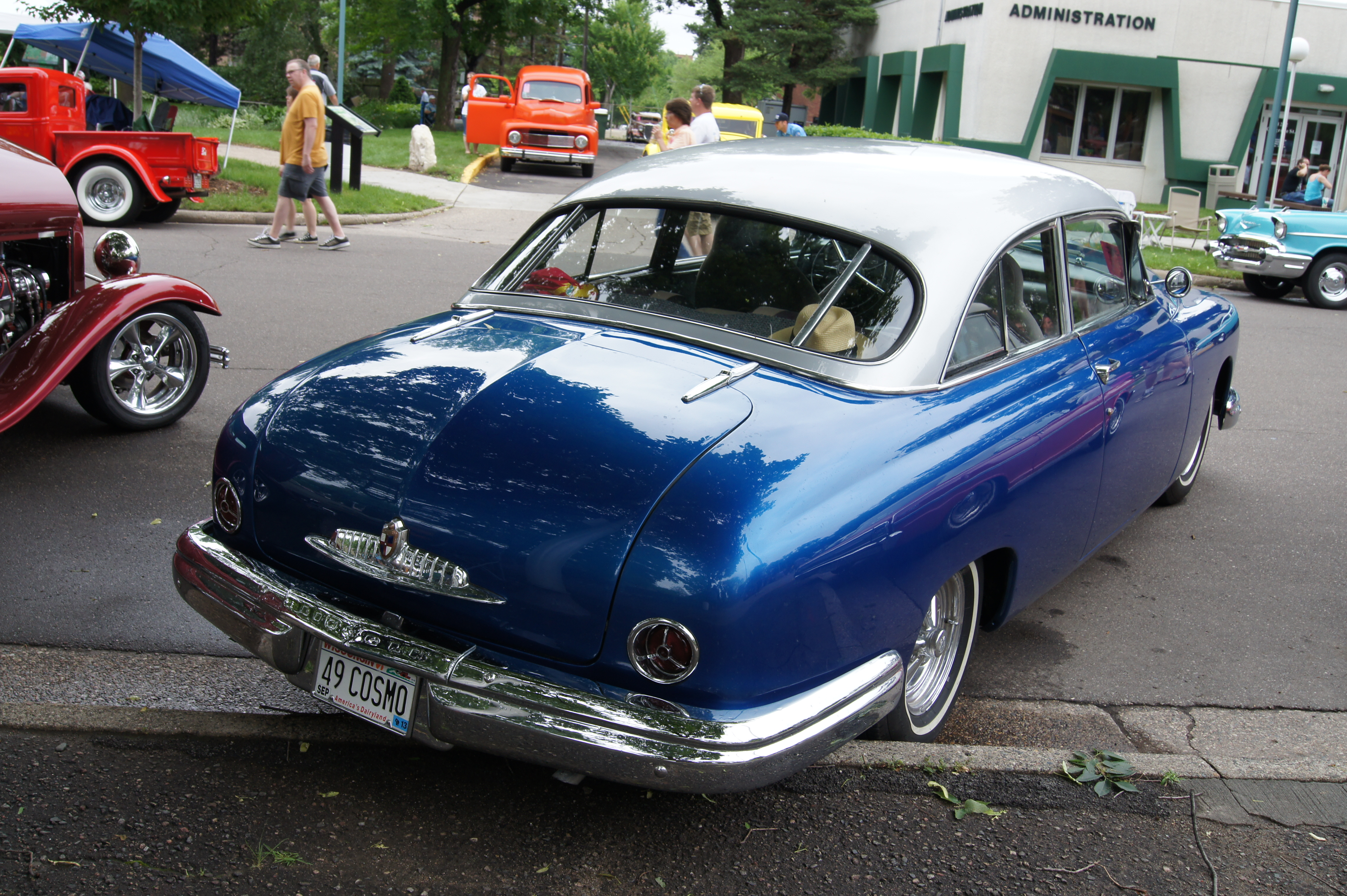
Le coupé Cosmopolitan présente une glace de custode à l'arrière, comme les Ford deux-portes de 1949-51.

Un changement tardif, qui donna naissance aux Ford 1949 fait qu'un modèle prévu pour la marque Mercury sera récupéré par Lincoln comme modèle compagnon, moins lourd et moins onéreux, aux nouvelles Cosmopolitan : les Lincoln (EL, fort proches des Mercury contemporaines mais dotée du gros V8 des Lincoln.
La Cosmopolitan quant à elle se place tout en haut de la gamme, en concurrence avec les Cadillac et Chrysler Imperial.

## 1949-1951
Le modèle de lancement est dérivé en cinq carrosseries : Sport Sedan (limousine), Town Sedan (version fastback), six-passenger Coupe (coupé avec un grand habitacle tenant presque de la berline deux portes) et six-passenger Convertible (cabriolet). Elles ont une large calandre en V inversé à deux barres horizontales dépassant, au centre, la hauteur des seuils de phare. Les Lincoln EL ont des carrosseries différentes, un châssis plus court mais le même moteur.
Le châssis a un empattement de 125 pouces (3,157 m) et le V8 "Flathead" produit 152 ch.
En 1950, le peu populaire fastback s'efface et, pour tenter de concurrencer les hardtop de General Motors, la Cosmopolitan Capri est créée, reprenant la carrosserie des coupés avec un toit recouvert de vinyle. Les modèles de 1950 ont une grille plus rectangulaire avec une seule barre.
Les Cosmopolitan 1951 (comme les petites Lincoln) ont avant fort dépouillé (une seule barre uniquement au centre) et aucun nouveau modèle n'est proposé.
Si les ventes furent bonnes en 1949, elles reculent ensuite face aux Cadillac à l'apparence plus exubérante et dotées d'un moteur plus récent.
L'énorme "Flathead V8" des Lincolns 1949-1951 a fréquemment été récupéré par des amateurs de hot-rod lorsque ces voitures se retrouvèrent sur le marché de l'occasion. D'autres ont été customisées par ces mêmes amateurs.

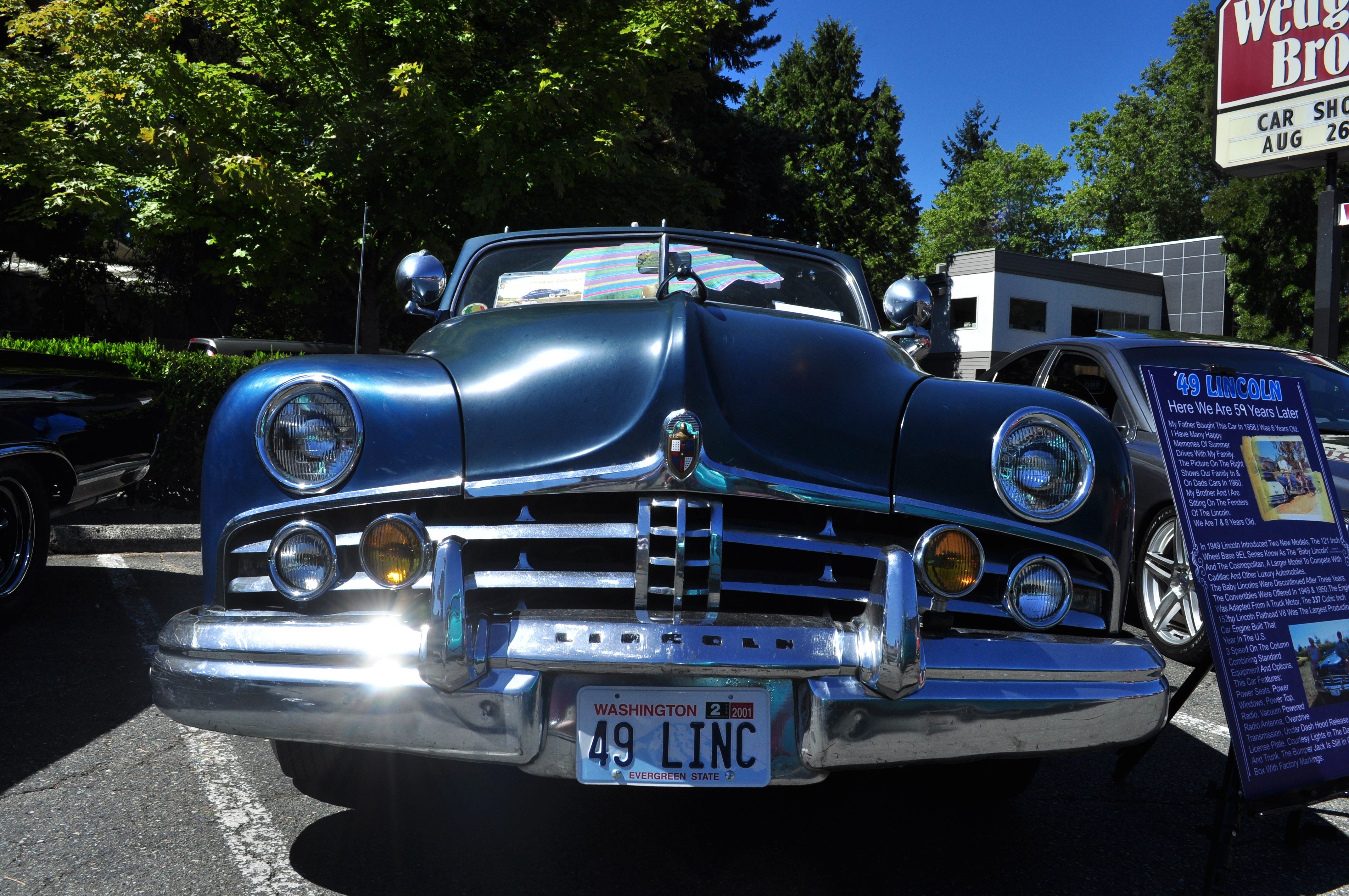
Calandre du modèle 1949.
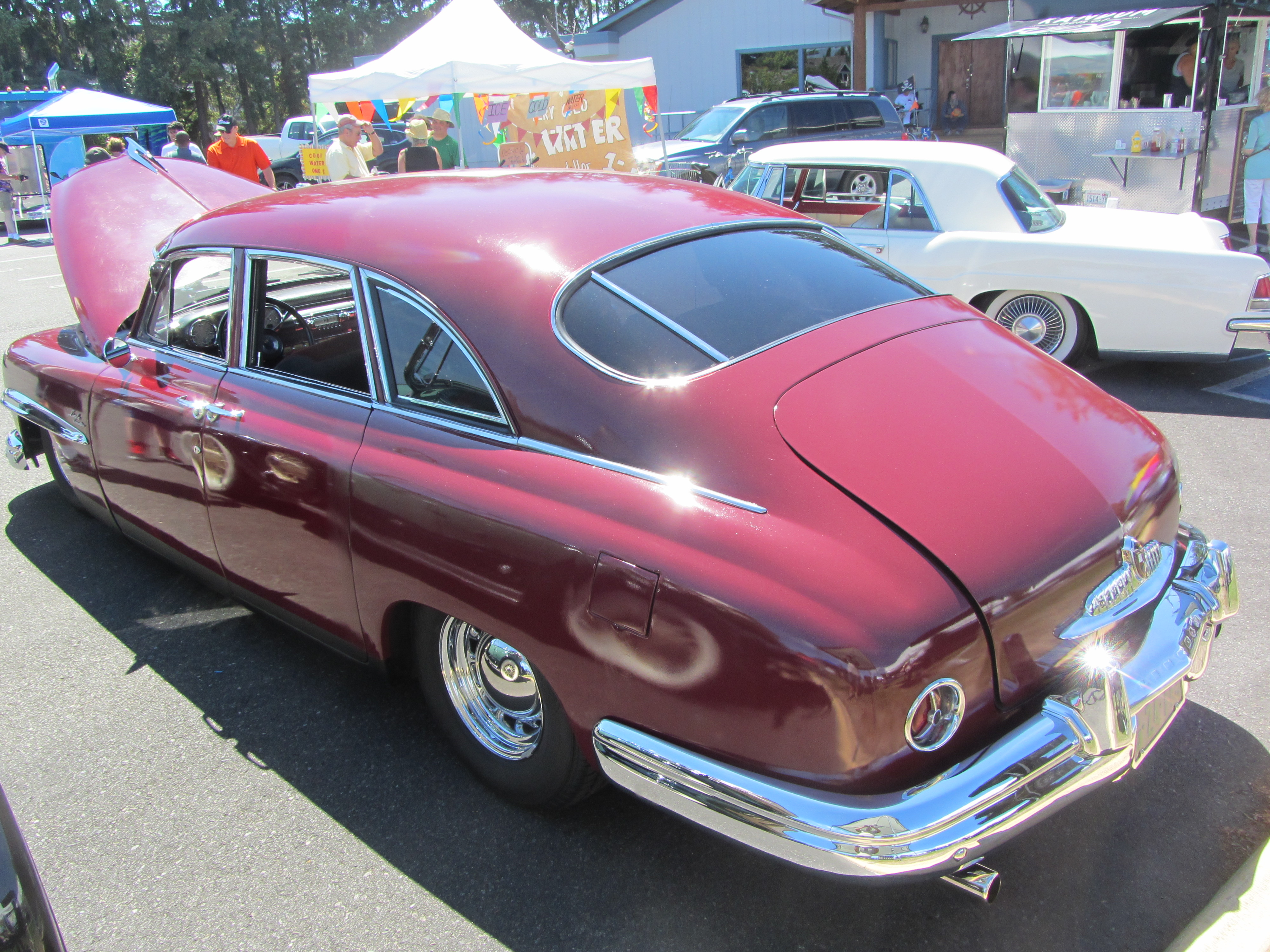
Vue arrière d'une rare Town Sedan fastback (customisée).
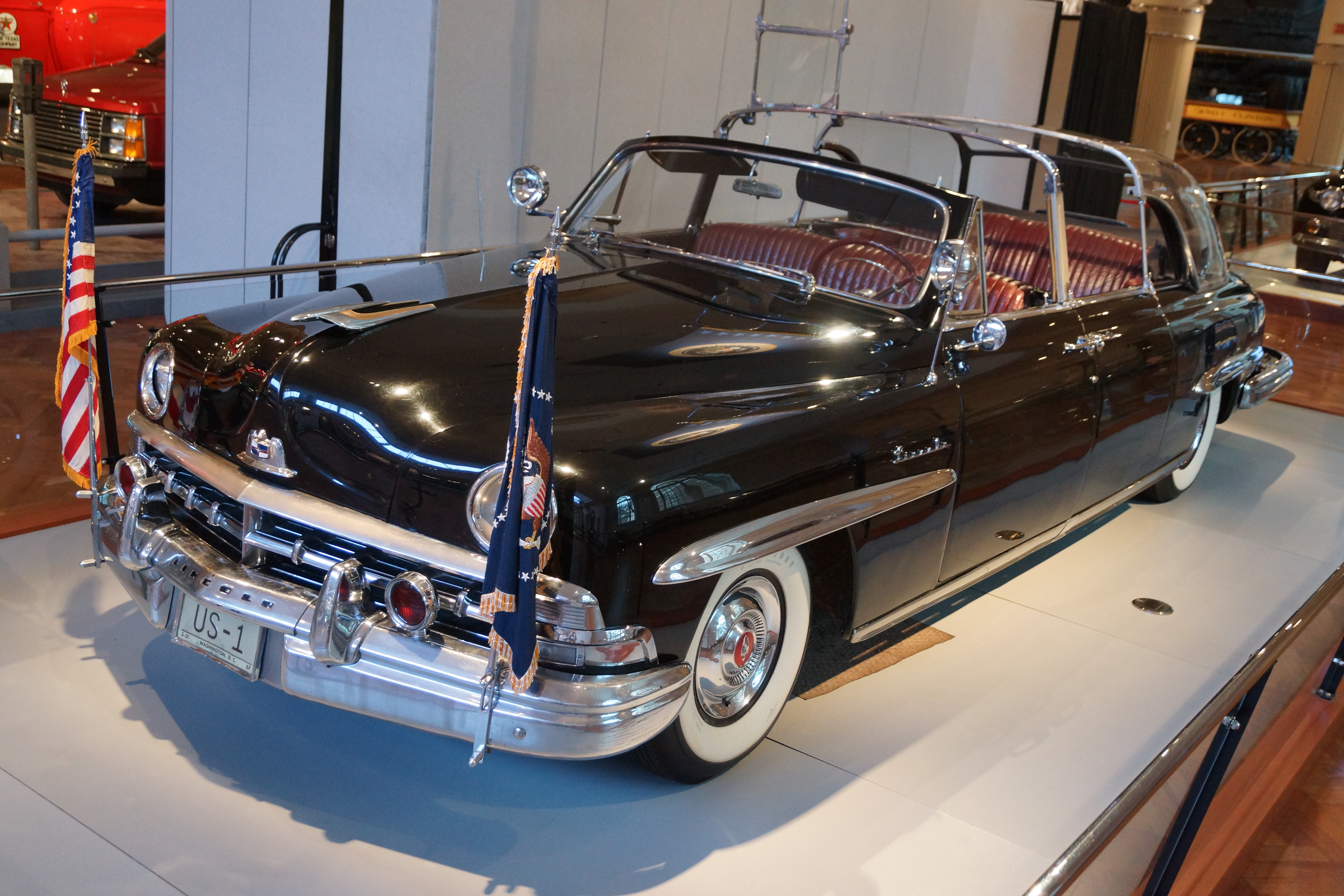
Voiture présidentielle Lincoln 1950.
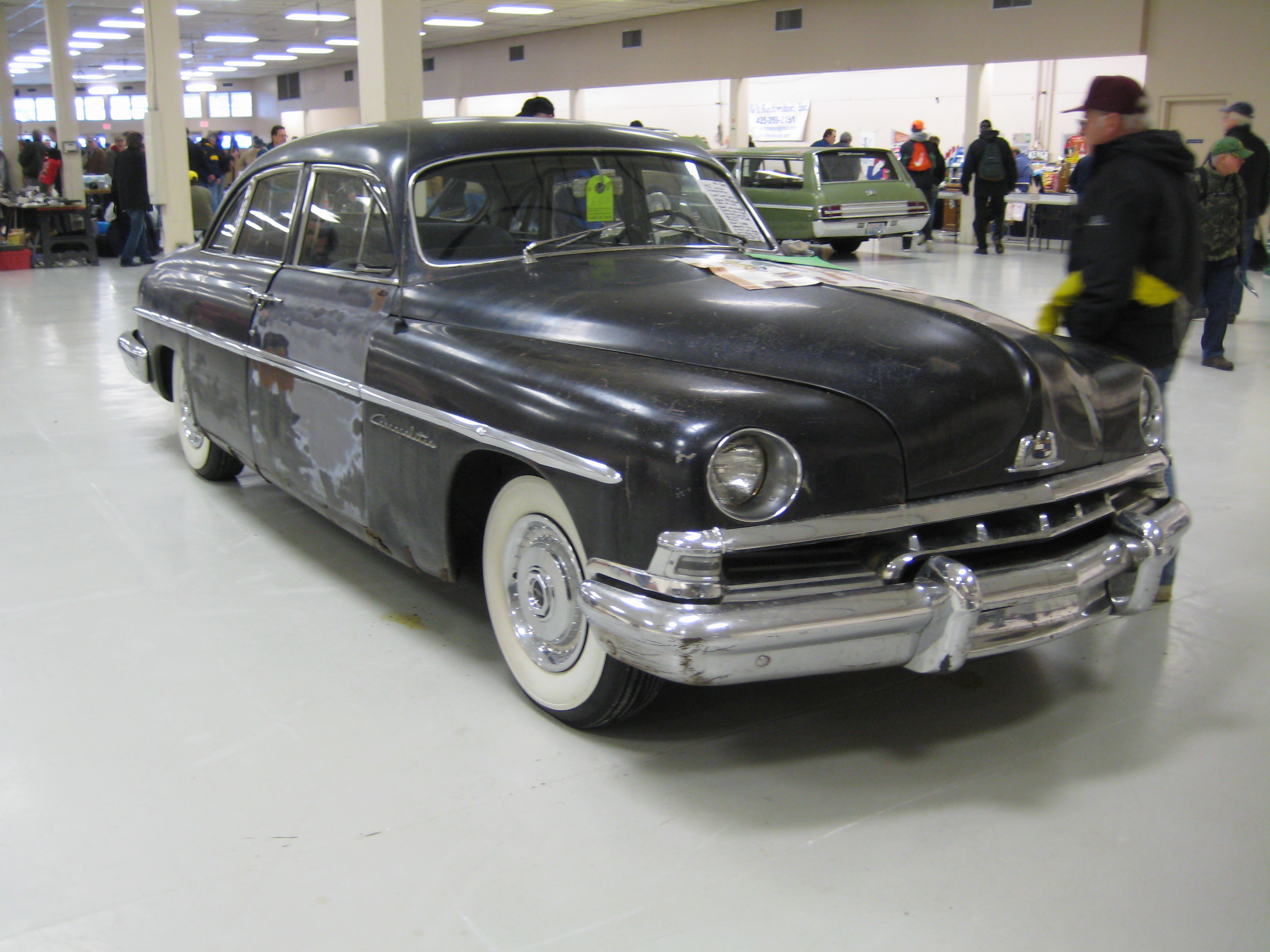
Sedan de 1951, vue avant…
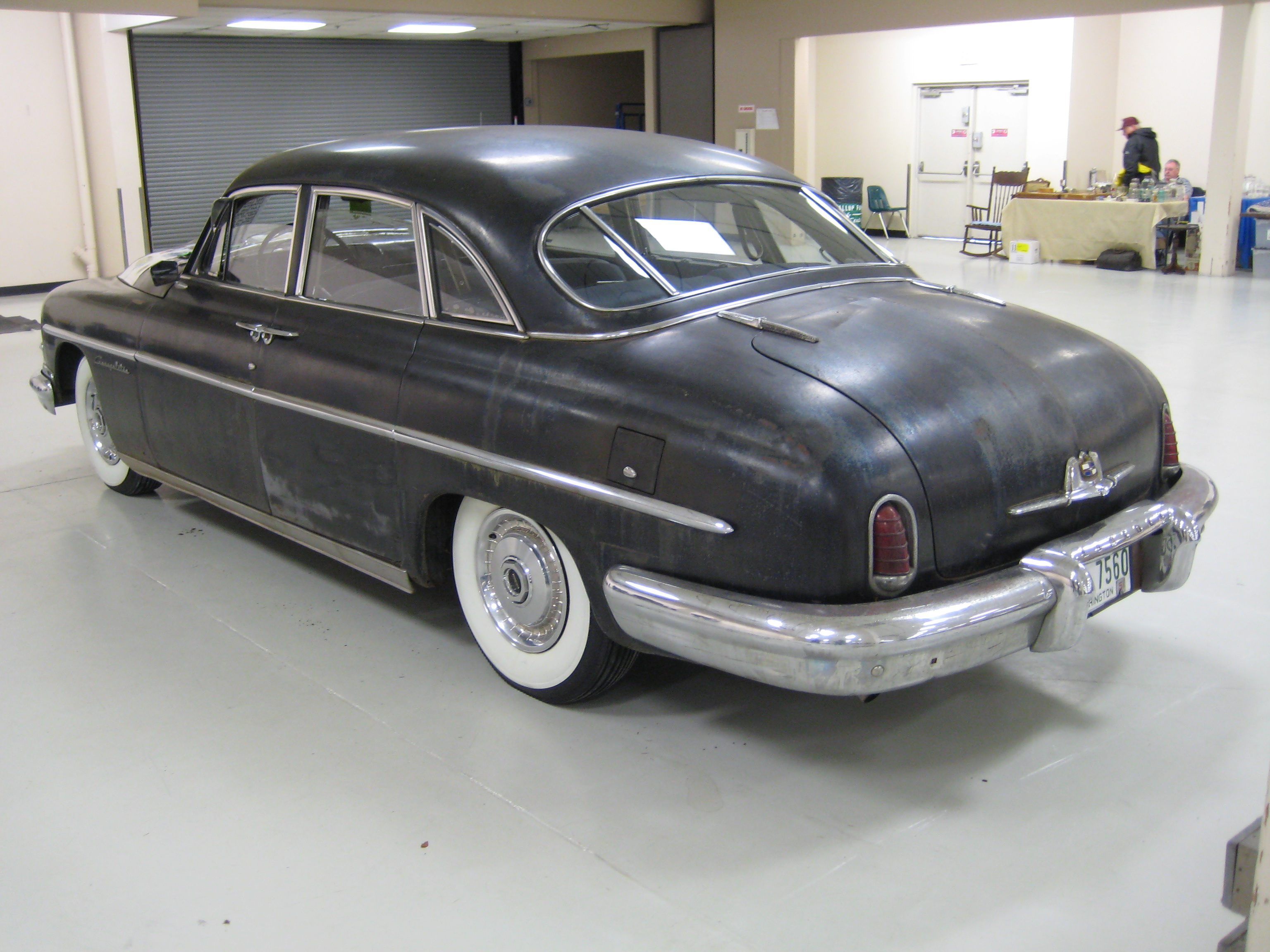
et arrière.

## 1952-1954

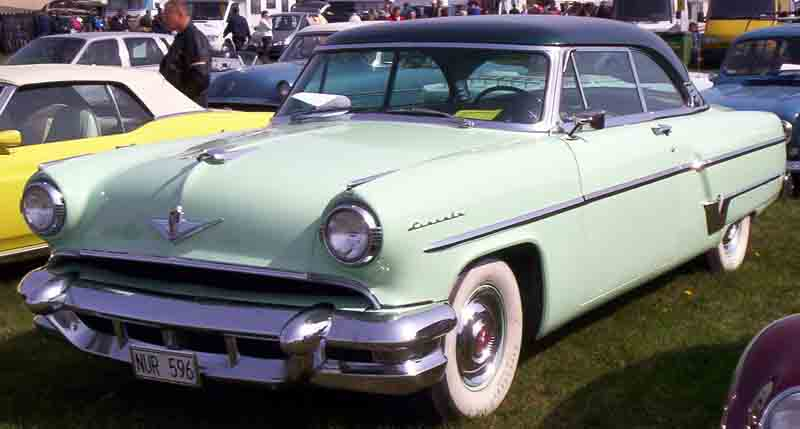
Cosmopolitan Hardtop de 1954.

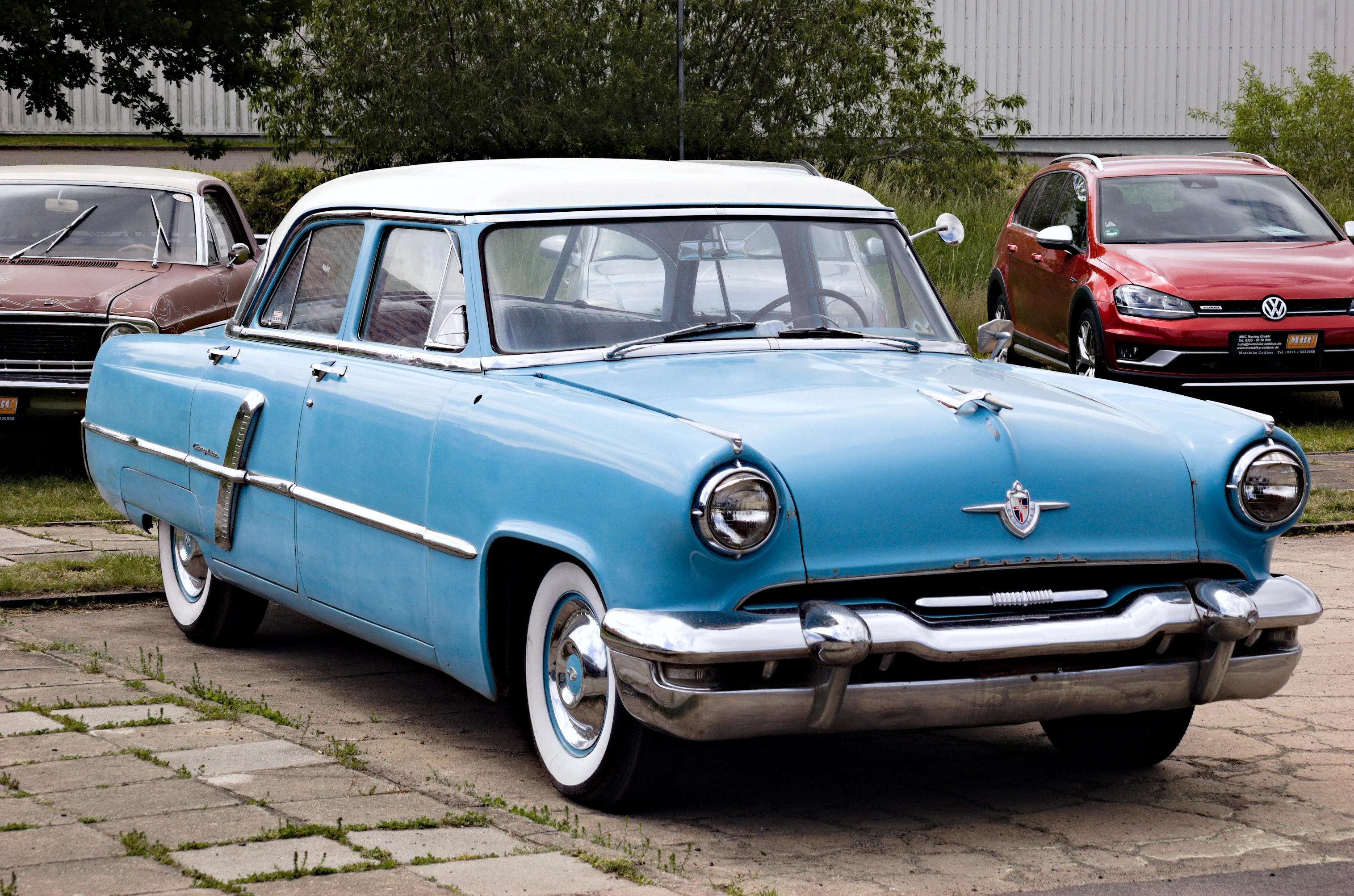
Sedan de 1952.

En 1952, le groupe Ford renouvelle toutes ses automobiles américaines dans les trois marques.
Entamant un mouvement qui se poursuivra durant les années 1950, le nom du modèle le plus luxueux devient celui d'entrée de gamme et un nouveau modèle, la Lincoln Capri (en), se positionne au-dessus avant de descendre en gamme en 1955.
Les Capri (Special) et Cosmopolitan (Custom) ont en commun le même châssis, avec un empattement de 123 pouces (3,124 m) avec un nouveau V8 "Y-block" culminant à 160 ch. La carrosserie est en grande partie commune avec les Mercury Monterey et, signe des temps, il n'y a plus de limousine à 6 fenêtres.
En tant que modèle d'un échelon inférieur, la Cosmopolitan ne propose plus de cabriolet mais partage ses deux carrosseries avec les Capri : Coupé Hardtop et Berline quatre portes.
Les modèles 1952, 53 et 54 différent entre eux par de légers détails et celui de 1954 gagne quelques centimètres grâce à des montants de pare-chocs et des ailes accentuées.
En 1955, Lincoln ne renouvellera pas complètement sa gamme (un modèle flambant neuf était en préparation pour 1956) mais le nom de Cosmopolitan n'est plus utilisé, la version moins étincelante de la Lincoln Capri s'appelant, uniquement en 1955, Lincoln Custom.

## Voiture présidentielle

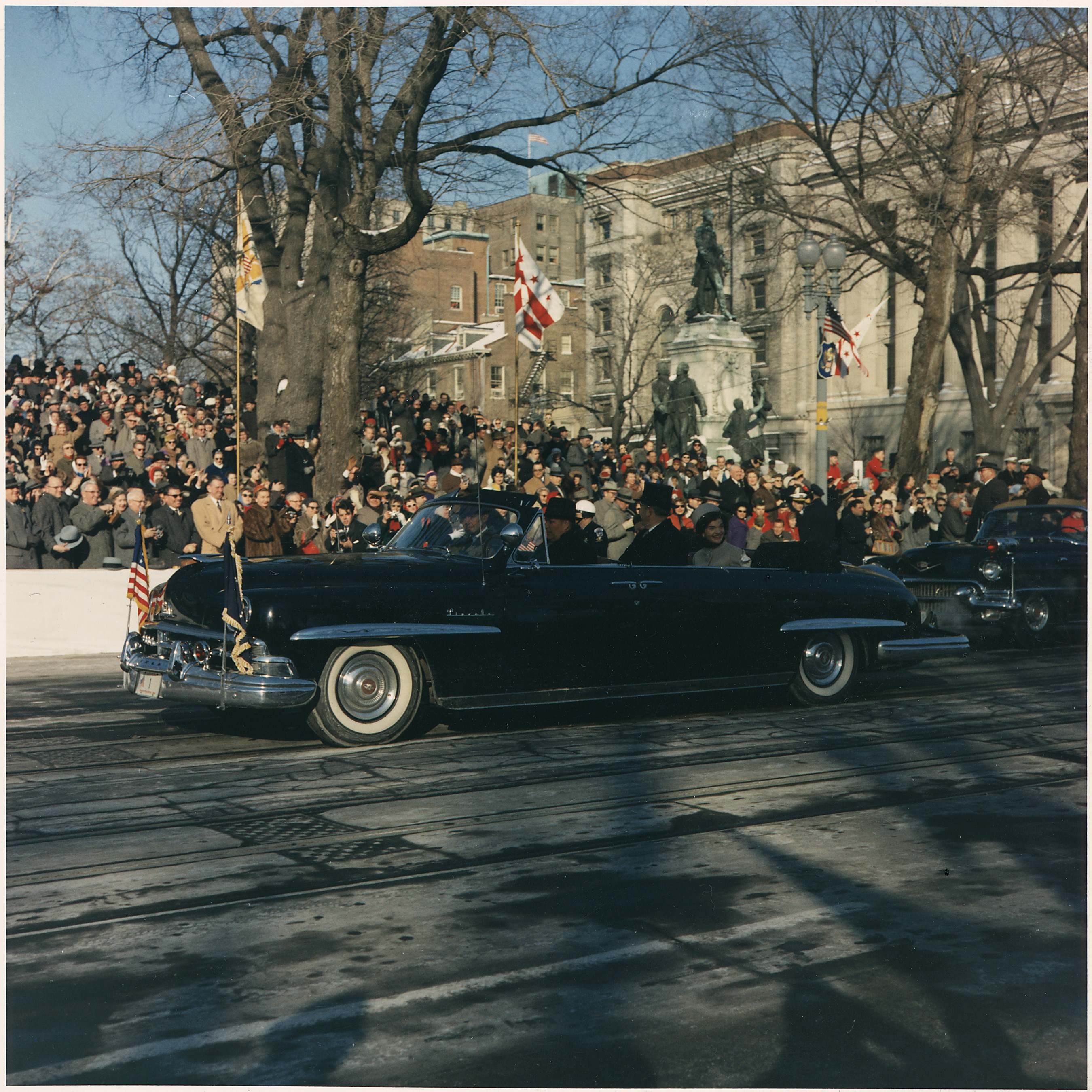
La Lincoln 1950 "bubble top" emmenant le couple Kennedy pour la parade inaugurale du 20 janvier 1961. Le toit en plexiglas n'a pas été monté.

En 1950, le président Harry S. Truman, dont il est dit qu'il était en froid avec General Motors depuis sa campagne de 1948, se tourna vers le groupe Ford pour remplacer la voiture présidentielle Sunshine Special (en) construite par Lincoln en 1939 pour Franklin Delano Roosevelt.
La Maison Blanche passa un contrat pour de dix Lincoln Cosmopolitan, spécialement modifiées dans l'Illinois par Henney Motor Company. Il s'agit de neuf limousines de fonction avec un toit plus haut ainsi que de la voiture présidentielle d'apparat aménagée en cabriolet 4-portes et dotée d'un blindage (avec 2,9 tonnes, elle pesait 700 kg de plus qu'un exemplaire ordinaire).
Le président Dwight D. Eisenhower fera modifier cette Cosmopolitan en 1954 avec un toit démontable en plexiglas transparent reposant sur des arceaux. Affublée du surnom "bubble top" (toit en bulle), elle restera au service des présidents des États-Unis jusqu'en 1965 et se trouve désormais au Henry Ford Museum aux côtés de la Sunshine Special.